# Wolfram Dufner
Wolfram Dufner (* 7. August 1926 in Konstanz) ist ein ehemaliger deutscher Diplomat und Schriftsteller.

## Leben
Wolfram Dufner wurde als Sohn eines Finanzbeamten in Konstanz geboren. Aufgrund einer dienstlichen Versetzung des Vaters zog die Familie 1933 nach Kenzingen und im Jahr 1935 nach Hornberg. In der Zeit des Nationalsozialismus besuchte Dufner die Volksschulen in Kenzingen und Hornberg und wechselte 1936 auf die dortige „Höhere Bürgerschule“, eine vierklassige Vorschule für das Realgymnasium („Schwarzwaldschule“) in Triberg, das Dufner ab 1941 besuchte. Im Alter von zehn Jahren kam Dufner ins Jungvolk und mit vierzehn Jahren in die Hitlerjugend, der er bis zum 18. Lebensjahr 1944 als HJ-Führer angehörte; laut eigenen Angaben geschah dies aus Überzeugung: „Man musste sich bekennen, sechs Jahre nach der Machtübernahme der NSDAP, und ich bekannte mich mit Begeisterung zum Führer und seinem Reich.“ Über Adolf Hitler äußerte sich Dufner in seiner Autobiografie von 1982 des Weiteren wie folgt: „Hitler ist ein menschliches und historisches Phänomen, das sich bis heute nicht in eine endgültig erklärbare Kategorie einordnen läßt. Wir Jungen sahen in ihm das große nationale Vorbild, den Retter der Nation, den geschichtlichen Glücksfall.“
Nach Teilnahme 1940 an einem „Führerlehrgang“  des Deutschen Jungvolks in Hornberg wurde Dufner zum „Jungzugführer“ im HJ-Bann 733. Im Frühjahr 1942 kam Dufner zu einem zweiwöchigen Wehrausbildungslehrgang auf die HJ-Gebietsführerschule nach Lahr. Am 25. Januar 1944 beantragte er die Aufnahme in die NSDAP und wurde zum 20. April desselben Jahres aufgenommen (Mitgliedsnummer 9.729.754). 1944 absolvierte Dufner seinen Reichsarbeitsdienst (RAD) im besetzten Odolanów und Łódź; seine Einberufung hierzu erfolgte noch vor seinem Abitur bzw. Schulabschluss. Im Juni 1944 wurde Dufner in die Wehrmacht eingezogen und kam nach eigenen Angaben nach seiner militärischen Grundausbildung und der Vereidigung als Reserveoffiziersbewerber (ROB) in Böblingen im Herbst 1944 in die Panzeroffiziersschule nach Erlangen. 
Von dort kam er schließlich noch im März 1945 zu einem Fronteinsatz im Panzerkampfwagen V Panther gegen die anrückenden amerikanischen Streitkräfte im unterfränkischen Marktbreit. Bereits am ersten Einsatztag wurde Dufner verwundet und fiel für einen weiteren Einsatz in der Panzertruppe aus. Seit dem 24. April 1945 war Dufner Militärinternierter der Schweiz, nachdem er sich – aufgrund seiner Verwundung nicht mehr „kriegsverwendungsfähig“ gestellt – über Triberg und den westlichen Bodenseeraum im „Strom irrender Truppen und Flüchtlinge“ dorthin abgesetzt hatte. In einem Schweizer Internierungslager bei Baden erlebte er am 8. Mai 1945 das Kriegsende.
Im Oktober 1945 wurde er als Militärinternierter der Schweiz und ohne Abitur an der Universität Zürich zum Studium zugelassen und belegte nach eigenen Angaben Vorlesungen in Rechtswissenschaft, Geschichte, Kunstgeschichte und Musik; später auch Wirtschaftswissenschaft an der Universität Bern. Aufgrund seiner HJ- und NSDAP-Parteizugehörigkeit, die inzwischen Gegenstand von Ermittlungen der Schweizer Behörden geworden war, galt Dufner als „unerwünschter Ausländer“ und wurde Anfang 1947 aus der Schweiz ausgewiesen. Noch am Tag seiner Ankunft in Frankfurt a. M. kam er in amerikanische Gefangenschaft bzw. im städtischen Gefängnis in Gewahrsam, aus dem er aber noch am selben Tag wieder entlassen wurde.
Wolfram Dufner studierte ab Wintersemester 1947/48 Rechts- und Wirtschaftswissenschaften an der Albert-Ludwigs-Universität Freiburg, wo er 1950 bei Walter Eucken mit einer Dissertation über die Welthandels-Charta von Havanna zum Dr. rer. pol. promoviert wurde.
Seit 1952 war er im Auswärtigen Dienst in Bern, Helsinki, Ottawa, Stockholm und Ankara tätig. Er war deutscher Botschafter in Lusaka (1977–80), Singapur (1980–84), Kuala Lumpur und dem Sultanat Brunei (1984–87) sowie zuletzt in Bern (1989–91).
Nach der Pensionierung 1992 wurde er vom schwedischen König zum Generaldirektor der Welt-Pfadfinderstiftung («World Scout Foundation» (WSF)) in Genf berufen.
Dufner hat zahlreiche Bücher veröffentlicht, darunter Schwedische Portraits, Geschichte Schwedens, An der Straße von Malakka, Tage mit Ernst Jünger und Frühe Wegweisungen (Letztere die Autobiografie seiner Jugend im Nationalsozialismus).
Er lebt heute in Konstanz.

## Ehrungen
- Staufermedaille für Verdienste um das Land Baden-Württemberg
- Bundesverdienstkreuz 1. Klasse
- Nordstern-Orden (Kommandeur)
- Orden des Löwen von Finnland (Ritter)

## Werke (Auswahl)
- Die Welthandels-Charta von Havanna als ordnungspolitisches Problem, Dissertation. Freiburg 1950.
- Schwedische Porträts. Stockholm 1963.
- Geschichte Schwedens. Neumünster 1967.
- An der Straße von Malakka. Ein Botschafter erlebt Singapur, Brunei und Malaysia. Frankfurt a. M. 1996.
- Frühe Wegweisungen. Konstanz 1982; 2., erweiterte Auflage 1997.
- Tage mit Ernst Jünger. Frankfurt 2003.
- Safari am Sambesi. Frankfurt a. M. 2008.
- Ohne Halt bis Bern – Erinnerungen eines Botschafters an die Schweiz. Frankfurt a. M. 2012.